# デヴィッド・マレイ
デヴィッド・マレイ（David Murray [ˈdeɪvɪd ˈmʌri]、1955年2月19日 - ）は、アメリカ人のジャズ・ミュージシャン。テナー・サクソフォーンとバスクラリネットを主に演奏している。1970年代中期からこれまでにかけて、数多くのレコード・レーベルに数多くの録音を残している。

## 経歴
アメリカ合衆国カリフォルニア州オークランドに生まれる。彼は最初に、アルバート・アイラー、アーチー・シェップといったフリー・ジャズのミュージシャンから影響を受けた。そしてその後、演奏、作曲の両面において、徐々に多様なスタイルを発展させていった。同年代のほとんどのテナー・サックス奏者達がコルトレーンをお手本にしたが、マレイは彼らから距離を取っていた。コルトレーンの代わりにコールマン・ホーキンスやベン・ウェブスター、ポール・ゴンザルヴェスといった主流派の要素を自分の中に取り入れ、自分の演奏スタイルを作っていった。にもかかわらず、マレイは、コルトレーンへの賛辞として、『オクテット・プレイズ・トレーン』を1999年に録音している。1993年9月22日には、ニュー・ヨーク市のマディソン・スクエア・ガーデンで、グレイトフル・デッドと共演している。マレイがグレイトフル・デッドへの敬意の証しとして録音した1996年の『Dark Star: The Music of the Grateful Dead』もまた、批評家に好意的に受け止められた。
マレイは、ワールド・サキソフォン・カルテット結成時のオリジナル・メンバーの一人である。その時の他のメンバーには、オリヴァー・レイク、ジュリアス・ヘンフィル、ハミエット・ブルイエットらがいた。
マレイは、例えば以下のミュージシャン達と録音または共演している。ヘンリー・スレッギル、ジェイムズ・ブラッド・ウルマー、オル・ダラ、タニ・タバル、ブッチ・モリス、ドーナル・フォックス、マッコイ・タイナー、エルヴィン・ジョーンズ、エド・ブラックウェル、ジョニー・ダイアニ、スティーヴ・マッコール。
彼は、循環呼吸法を用いることで、驚異的な長さにわたるフレーズを演奏することができる。
現在はポルトガルのシーネスに住んでおり、現地のFMMというミュージック・フェスティヴァル（現地でいうところの世界音楽祭）に毎年出演している。

## 受賞
- 1980年、ニュー・ヨークのヴィレッジ・ヴォイス紙上で、過去10年で最も優れたミュージシャンとして選出される。
- 1986年、バード賞を受賞[7]。
- 1989年、グッゲンハイム・フェローシップ（創作活動奨励賞）を受賞[8]。
- 1989年、マレイと彼のバンドが、「ベスト・ジャズ・インストゥルメンタル・グループ・パフォーマンス部門」でグラミー賞を受賞。ブルース・フォー・コルトレーン－ジョン・コルトレーンに捧げるに対して贈られたものである[9]。
- 1991年、デンマークの「ジャズパー賞」を受賞[10]。
- 1993年、ニューズデイ紙から、その年の最も優れたミュージシャンとして指名された[11]。

## ディスコグラフィ
David Murray discography（英語）を参照のこと